# 弗拉特克里克B鎮區 (密蘇里州斯通縣)
弗拉特克里克B鎮區（英語：Flat Creek B Township）是位於美國密蘇里州斯通縣的一個行政鎮區。

## 地方資料
弗拉特克里克B鎮區的面積為28.59平方千米，當中陸地面積為20.51平方千米，而水域面積為8.08平方千米。根據2020年美國人口普查的數據，當地共有人口641人，而人口密度為每平方千米22.42人。